# Jerzy Bany
Jerzy Bany (ur. 4 marca 1961 w Bytomiu) – polski szachista, mistrz międzynarodowy od 1983 roku.

## Kariera szachowa
W roku 1978 zdobył w Białymstoku tytuł mistrza Polski juniorów do 17 lat. Dla lata później zadebiutował w finale mistrzostw kraju seniorów. Do roku 1990 w finałowych turniejach wystąpił siedmiokrotnie, najlepszy wynik osiągając w 1984 r. w Poznaniu, gdzie zajął IV miejsce. W latach 1981 i 1982 reprezentował Polskę w młodzieżowych drużynowych dwumeczach przeciwko NRD oraz Czechosłowacji. W roku 1983 podzielił III miejsce w otwartym turnieju w Katowicach, zaś rok później - również III w Plewen. W roku 1985 zajął II-III miejsce w turnieju B w Trnawie oraz podzielił II w turnieju open w Kecskemet. W 1986 r. zwyciężył w Wiśle, natomiast w 1987 r. zajął II-III miejsce w turnieju w Porąbce-Kozubnik oraz był trzeci w Ułan Bator. Rok później podzielił II miejsce w Bielsku-Białej. W 1989 r. zwyciężył w Gliwicach, natomiast na przełomie 1990 i 1991 r. podzielił II m. w Kolonii (za Andrejem Kawalouem, wspólnie z Wolfgangiem Uhlmannem).
Najwyższy ranking w karierze osiągnął 1 lipca 1984 r., z wynikiem 2460 punktów zajmował wówczas 2. miejsce (za Włodzimierzem Schmidtem) wśród polskich szachistów.
Od 1993 r. nie występuje w turniejach klasyfikowanych przez Międzynarodową Federację Szachową.